# Huso
Huso é um gênero da família dos esturjões (Acipenseridae) que possui duas espécies : Esturjão-beluga (Huso huso) e Esturjão-kaluga (Huso dauricus).
Os indivíduos deste gênero possuem uma boca grande e em forma de crescente (nos do gênero Acipenser, a boca é pequena e transversa), e membranas das guelras que se juntam sem a presença do istmo (nos do gênero Acipenser o istmo está presente). O focinho é curto e grosso, embora as populações do Mar Cáspio tenham um focinho mais comprido do que aquelas do Mar Negro. As barbelas (ou “bigodes”) são lateralmente achatadas e as branquispinhas são longas e cilíndricas.

## Espécies
- Huso baerii (J. F. Brandt, 1869)
- Huso brevirostrum (Lesueur, 1818)
- Huso colchicus (Marty, 1940)
- Huso fulvescens (Rafinesque, 1817)
- Huso gueldenstaedtii (J. F. Brandt & Ratzeburg, 1833)
- Huso huso (Linnaeus, 1758)
- Huso naccarii (Bonaparte, 1836)
- Huso nudiventris (Lovetsky, 1828)
- Huso persicus (Borodin, 1897)
- Huso ruthenus (Linnaeus, 1758)
- Huso stellatus (Pallas, 1771)